# Mémorial du génocide de Kigali
 (février 2020).
Le contenu est difficilement compréhensible vu les erreurs de traduction, qui sont peut-être dues à l'utilisation d'un logiciel de traduction automatique.
Le Mémorial du génocide de Kigali (en anglais : Kigali Genocide Memorial, KGM) est un lieu de mémoire situé à Kigali, au Rwanda, établi pour commémorer le génocide des Tutsis au Rwanda de 1994. Le mémorial est établi dans le quartier de Gisozi.
Les restes de plus de 250 000 personnes y sont inhumés.
Le mémorial comprend un centre d'accueil pour les étudiants et tous ceux qui souhaitent comprendre les événements qui ont conduit au génocide de 1994 contre les Tutsis. Le Centre est un mémorial permanent pour les victimes du génocide et peut servir de lieu d'inhumation. Le Centre est géré et exploité par AEGIS TRUST et par le conseil de la Ville de Kigali.

## Emplacement
| \| 150 km1:3 445 000 \| Kibuye Gisenyi Bisesero Ntarama Kigali Nyamata Murambi Rusiga |
| 150 km1:3 445 000                                                                     |

| 150 km1:3 445 000 |

| Mémoriaux du génocide des Tutsis au Rwanda |
| (2018) Année d'inauguration                |

Le mémorial et le centre commémoratif sont situés à Gisozi, à dix minutes de trajet du centre de Kigali.
D'autres centres commémoratifs se trouvent au Rwanda : ceux de Murambi, Bisesero, Ntarama, Nyamata et Nyarubuye.

## Raisons de la présence d'un mémorial
En avril 1994, les rapports de meurtres de masse systématiques à l'intérieur du Rwanda ont commencé à filtrer et circuler à travers le monde. Peu, malheureusement, a été fait pour arrêter le massacre. À l'extérieur, le génocide a été présenté comme violence ethnique tribale, entre auteurs Hutus et victimes Tutsis. On ne sait pas précisément combien de personnes ont été assassinées ; les estimations varient entre 500 000 et plus d'un million. Il est accepté que le nombre de personnes tuées est approximativement de 800 000.

## Histoire

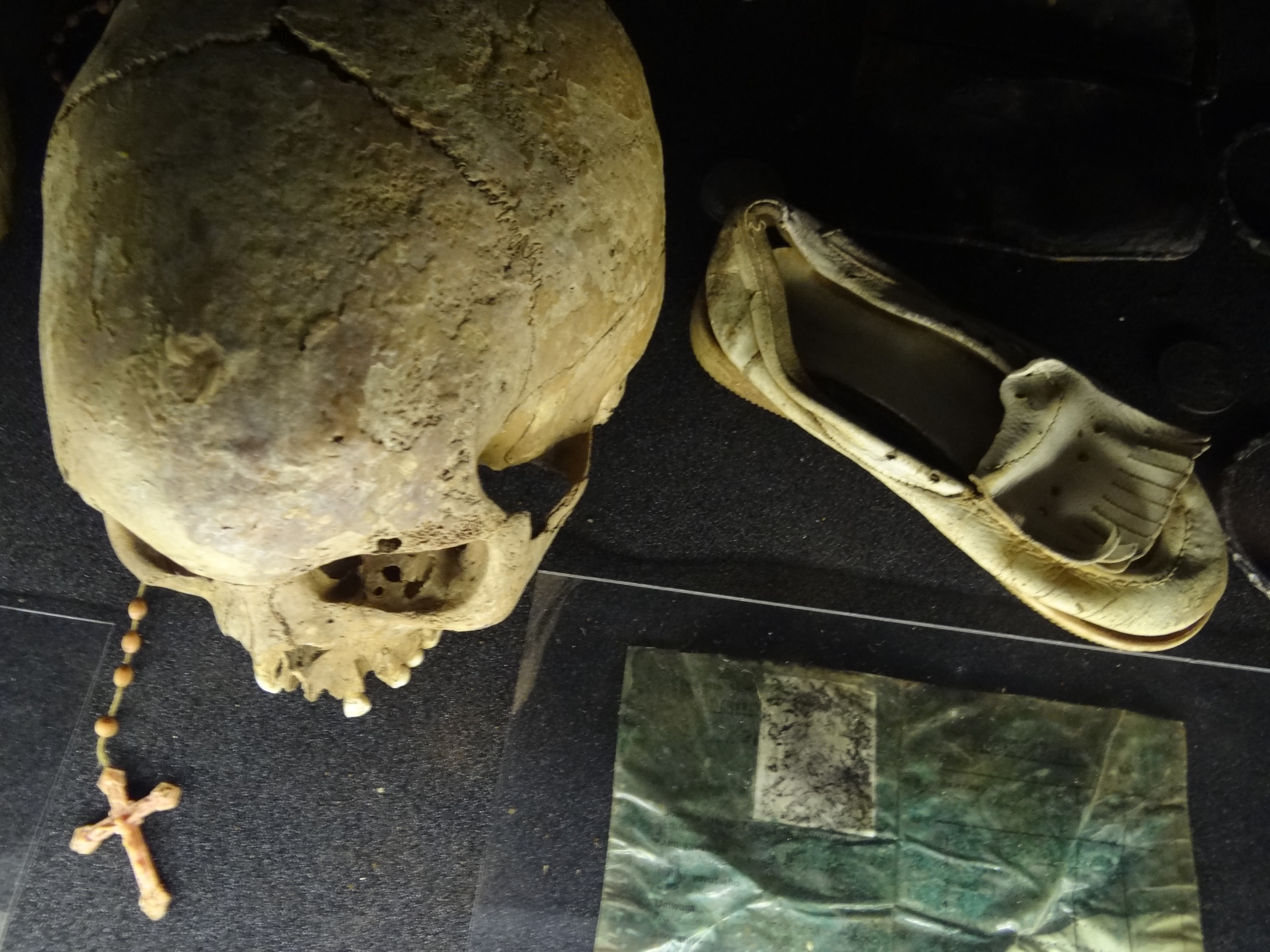
Crâne et effets personnels d'une victime du génocide, visibles au Mémorial.

En 2000, le conseil municipal de Kigali a commencé à construire la coquille d'un bâtiment, qui a fini par devenir le Centre Commémoratif. AEGIS a été invité à transformer les vœux pour l'édification d'un centre en réalité. AEGIS TRUST a ensuite commencé à recueillir des données provenant de partout dans le monde pour créer les trois graphiques des expositions. Le texte est imprimé dans trois langues. Conçu au Royaume-Uni, il a été livré au Rwanda pour y être installé.
Ce centre commémoratif est l'un des six grands centres établis au Rwanda pour commémorer le génocide des Tutsis du Rwanda. Les autres sont le Mémorial de Murambi Centre, de Bisesero Centre Commémoratif du Génocide et Centre Commémoratif du Génocide à Ntarama et d'autres à Nyamata et de Nyarubuye
Le reste des gens ici ont été apportés de tous les coins de la capitale, après qu'ils avaient été laissés dans la rue ou jetés dans la rivière. Ils sont enterrés ensemble dans des lots de 100 000. Le mémorial a été inauguré en 1999.
La construction du centre a commencé lorsque le conseil municipal de Kigali et la Commission Nationale pour la Lutte contre le Génocide a commandé à l'organisme de prévention AEGIS TRUST au Royaume-Uni la réalisation d'un Mémorial du Génocide à Kigali.
En avril 2004, à l'occasion du 10e anniversaire du génocide des Tutsis qui a déchiré le Rwanda outre, le Centre Commémoratif de Kigali a été inauguré.
La réponse de survivants du génocide, à la création du centre a été imprévue. Dans la première semaine, plus de 1 500 survivants ont visité chaque jour le mémorial. Dans les trois premiers mois du centre depuis son ouverture, autour de 60 000 personnes de différentes origines l'ont visités. Plus de 7 000 de ces visiteurs étaient de la communauté internationale.
Le 6 juillet 2016, à Kigali, Benyamin Netanyahou s’est rendu au mémorial de Gisozi où reposent dans des sépultures communes de quelque 250 000 des 800 000 victimes du génocide des Tutsis. Il dira « Mon peuple connaît également la douleur d’un génocide. C’est un lien unique, même si c’est un lien qu’aucun de nos peuples ne souhaite avoir », lors d’une conférence de presse avec Paul Kagame.
Le mémorial est inscrit, en septembre 2023, sur la liste du patrimoine mondial par l'UNESCO en tant que partie des « sites memoriaux du genocide : Nyamata, Murambi, Gisozi et Bisesero ».

## Équipements
Le centre documente le génocide contre les Tutsis, mais il décrit aussi l'histoire du Rwanda qui a précédé l'événement. Des comparaisons sont faites aussi avec des sites similaires en Allemagne, au Japon et en Bosnie. Contrairement à l'ex-camp de concentration à Auschwitz-Birkenau, le site du Rwanda comprend les restes humains et les outils et les armes utilisés lors de leur destruction.
À l'étage du centre, le site comprend trois expositions permanentes, la plus grande collection de documents sur le génocide de 1994 contre les Tutsis, en aidant à définir ce cauchemar dans le contexte historique du Rwanda. Il y a un mémorial des enfants, avec des photos de taille réelles, accompagnées par des détails intimes sur leurs jouets préférés, leurs derniers mots et la manière dont ils ont été tués. Il y a aussi une exposition sur l'histoire violente du génocide dans le monde. Le Centre d'Éducation, Memorial Gardens et Centre National de Documentation sur le Génocide a contribué à un véritable hommage à ceux qui ont péri et forme un puissant outil de formation pour la prochaine génération.
Le Centre commémoratif de Kigali est international. Il traite d'un sujet d'importance internationale considérable, et est conçu pour mobiliser et stimuler un visiteur international.
Les documents projettent des enregistrements audiovisuels et avec GPS pour étayer les témoignages de survivants lors du procès de Gacaca. Le Mémorial a eu des centaines de milliers de visiteurs. Le mémorial conclut avec des sections sur les recherches par le tribunal international d'Arusha ainsi que les juridictions gacaca (tribunaux traditionnels dirigé par les anciens du village).
La visite audio-guidée (15$US) instructive comprend aussi des informations sur l'expérience coloniale qui a divisé les Rwandais. À mesure que la visite progresse, les expositions deviennent de plus en plus puissantes, alors qu'on est confronté aux crimes qui ont eu lieu ici et des vidéos des témoignages de survivants.
La commission du Conseil de la Ville de Kigali a développé le site du mémorial, où jusqu'à 250 000 victimes du génocide des Tutsis ont été enterrés dans des fosses communes, en un centre commémoratif avec exposition permanente pour le bénéfice des survivants et jeunes. AEGIS Trust gère le Mémorial du Génocide de Kigali et la développe avec l'éducation scolaire.